# Ürményi-kastély
A 18. század végén épült Ürményi-kastély a Fejér vármegyei Vál község egyik legismertebb nevezetessége. Épületegyüttese és terebélyes parkja a település központjában áll, közvetlenül a 8111-es út mellett. Az egykoron az Ürményi család tulajdonát képező copf stílusú kastélyt romos állapota miatt nem használják.

## Története
Ürményi József a széles ívű pályát befutott államférfi nagyméretű, ám szerény kastélyt építtetett. Kastélya építésénél különlegesen óvatos és takarékos volt,  megelégedett azzal, hogy a jezsuiták egykori papi házát egy emelettel megmagasítsa. A copf stílusú kastély 1780–1800 között épült, valószínűleg Kasselik Fidél, osztrák mester tervei szerint. (Ő tervezte – többek között – Ürményiék pesti palotáját, a Pesti Magyar Színházat és a pesti Fiúárvaházat is.) Figyelemre méltóak az U alakú épület copf díszítőelemei és az épület középső részének megoldása, a vasrácsos erkéllyel.  
1878-ban a család arra kényszerült, hogy váli birtokát és kastélyát eladja, melyet Dreher Antal vásárolt meg. Később Dreher Jenő tulajdonába került a kastély, de csak gazdatiszti lakásokat alakítottak ki benne.
A háború alatt katonai célokat szolgált: előbb német katonai szálláshely, majd hadi kórház volt. A bombázást szerencsére elkerülte. 
Az egykori kastélyt az 1950-es évektől könyvtárnak és oktatási célra is használták. 1961-ben, majd 1969-ben tatarozták. 1961-ben mezőgazdasági szakiskola nyílt falai között.
Napjainkban a kastély zárva van, nem használják.